# Royaume Yeke
1856–1891
Entités suivantes :
- État indépendant du Congo

Le royaume Yeke (aussi appelé royaume Garanganze ou Garenganze), du peuple Yeke, au Katanga, dans ce qui est aujourd'hui la république démocratique du Congo, est un État éphémère, qui existe de 1856 à 1891.

## Histoire
Durant sa courte existence, le royaume ne connaît qu'un roi, M'Siri. Il est cependant pendant un temps le plus puissant État du sud de l'Afrique centrale, contrôlant un territoire d'environ un demi-million de kilomètres carrés ainsi que la principale route commerciale qui traverse le continent d'est en ouest. Les autres itinéraires alternatifs sont plus difficiles, passant par le désert du Kalahari ou la dense forêt du Congo. 
Le royaume est puissant grâce à ses ressources naturelles, notamment le cuivre, ainsi que grâce au commerce d'ivoire et d'esclaves, ce qui permet à M'Siri d'acheter des armes. Il noue aussi des alliances avec d'autres puissances. Les plus importantes sont celles avec l'Angola portugais, dans la région de Benguela, avec Tippo Tip au nord et avec les Nyamwezi et les marchands Swahilis à l'est, et donc, indirectement, avec le sultan de Zanzibar, qui contrôle le commerce sur la côte orientale du continent.
M'Siri est un Nyamwezi (Yeke est le nom donné aux Nyamwezi installés dans l'actuel Katanga) de Tabora, en Tanzanie, qui se fait nommer comme successeur d'un chef Wasanga, à l'ouest de la Lwapula, en défaisant militairement ses ennemis Lunda. Une fois installé au pouvoir, il conquiert les régions voisines et étend sa chefferie jusqu'au stade de royaume. Sa capitale est établie à Bunkeya.
Le royaume Yeke s'empare du territoire occidental du Kazembe, arrête l'expansion vers le sud de l'Empire luba et soumet les tribus du sud-ouest, sur la route commerciale vers l'Angola.
Lorsque le roi Léopold II de Belgique est avisé que le royaume Yeke, qui contrôle le commerce est-ouest, est riche en cuivre et, peut-être, en or, il envoie une expédition destinée à convaincre le roi de signer un traité afin de l'incorporer dans l'État indépendant du Congo. Dans le même temps, la British South Africa Company envoie des émissaires dans le but similaire de faire entrer le Katanga dans le giron des terres administrées par la compagnie. Cette « ruée sur le Katanga » se termine en décembre 1891, lorsque l'expédition Stairs tue le roi M'Siri et incorpore le territoire dans l'État indépendant du Congo ; il garde cependant une administration séparée jusqu'à la mise en place du Congo belge en 1908.
Le capitaine Stairs, chef de l'expédition qui porte son nom, installe au pouvoir un fils adoptif de M'Siri, Mukanda-Bantu, ne lui laissant que le titre de « chef » et la gouvernance d'un territoire de vingt kilomètres de diamètre autour de Bunkeya. La chefferie perdure jusqu'à nos jours, sous le nom de Mwata Msiri.